# Sinophorus splendidus
Sinophorus splendidus är en stekelart som beskrevs av Sanborne 1984. Sinophorus splendidus ingår i släktet Sinophorus och familjen brokparasitsteklar. Inga underarter finns listade i Catalogue of Life.